# 미야마에구
미야마에구(일본어: 宮前区)는 일본 가나가와현 가와사키시의 구이다. 1982년에 다카쓰구에서 분구되었다. 약 2,500명의 외국인이 거주한다.

## 지리
가와사키시의 서쪽에 위치한다. 다카쓰구, 다마구, 아사오구와 접하고 요코하마시 쓰즈키구, 아오바구와 접한다.

## 교통

### 철도
- 도큐 전철 덴엔토시선
- 동일본 여객철도 무사시노선

### 도로
- 도메이 고속도로
- 국도 246호선